# Sideridis substriata
Sideridis substriata är en fjärilsart som beskrevs av Edward Alfred Cockayne 1951. Sideridis substriata ingår i släktet Sideridis och familjen nattflyn. Inga underarter finns listade i Catalogue of Life.